# Charles L. South
Charles Lacy South, född 22 juli 1892 i Washington County i Virginia, död 20 december 1965, var en amerikansk demokratisk politiker. Han var ledamot av USA:s representanthus 1935–1943.
South studerade vid Simmons College och var verksam som lärare i Texas. Därefter studerade han juridik och arbetade sedan som domare och åklagare.
South avled 1965 och gravsattes på Coleman Cemetery i Coleman i Texas.